# Immetalia xanthomelas
Immetalia xanthomelas är en fjärilsart som beskrevs av Jean Baptiste Boisduval 1874. Immetalia xanthomelas ingår i släktet Immetalia och familjen nattflyn. Inga underarter finns listade i Catalogue of Life.